# 어형성
어형성(語形成, word formation)이란 새로운 단어가 만들어지는 과정을 말한다. 이것은 기존의 단어에 새로운 뜻이 생기거나, 뜻이 바뀌는 의미 변화와는 다르다. 양자의 차이는 종종 애매한데, 시각에 따라 기존 단어에 생긴 새로운 뜻을 새로운 단어로 간주하기도 하고, 새롭게 만들어진 단어를 새로운 단어로 인정하기도 하는 등 견해에 따라 다르기 때문이다.

## 어형성의 종류

### 합성
합성(合成, compounding)은 둘 이상의 어근을 결합하여 새로운 단어를 만드는 방법이다.
- 예: 크-+-ㄴ+아버지 → 큰아버지[伯父]
  - cf) 큰 아버지: 키가 큰 아버지, 몸집이 큰 아버지

### 파생
파생(派生, derivation)은 어근이나 단어에 접사를 결합하여 새로운 단어를 만드는 방법이다.

### 축약
축약(縮約, abbreviation)은 단어나 구를 줄여 새로운 형태를 만드는 방법이다. 축약은 형태만 줄이는 것이기에, 새로운 의미를 만들지는 않는다. 이하의 음절 축약이나 두문자어 형성을 제외한 축약은 일반적으로 아래와 같이 마침표(.)를 사용하여 형태를 줄이는 방식이다. 주소나 지명, 단위, 호칭이나 계급 등을 나타내는 단어에 자주 나타난다. 마침표는 생략되기도 한다.
- 예: Doctor → Dr., Mountain → Mt., Professor → Prof., versus → v.s.

#### 음절 축약
음절 축약(音節縮約, syllabic abbreviation)은 한 단어에서 둘 이상의 음절을 하나로 줄여 새로운 형태를 만드는 방법이다.
- 예: 마음 → 맘, 그러하다 → 그렇다

#### 두문자어 형성
두문자어 형성은 둘 이상의 단어가 결합한 단어 또는 어구의 머리글자를 따서 새로운 형태를 만드는 방법이다. 반드시 머리글자만 따는 것은 아니고, 머리글자나 꼬리글자를 따 단어를 만들기도 한다. 이렇게 만들어진 단어를 두문자어(頭文字語, acronym) 또는 두자어(頭字語)라고 한다. 두문자어 중 특히 문자의 이름으로 읽는 경우를 두문자약어(頭文字略語, initialism)라고 부른다.
- 단어로 읽는 경우: 수능(대학수학능력시험), NASA(National Aeronautics and Space Administration), ポケモン(ポケット·モンスタ)
- 문자의 이름으로 읽는 경우: BBC(British Broadcasting Corporation), USA(United States of America)
- 섞인 경우: CD-ROM(/ˌsiːdiːˈrɒm/, compact disc read-only memory)

### 혼성
혼성(混成, blending)은 기존 단어의 일부를 떼어 결합함으로써 새로운 단어를 만드는 방법이다. 이렇게 만들어진 단어를 혼성어(混成語, portmanteau)라고 한다. 두문자어 형성과 달리 새로운 의미의 단어를 형성한다.
- 예: 라면+떡볶이 → 라볶이, smoke+fog → smog

### 절단
절단(切斷, clipping) 또는 생략(省略)은 기존 단어의 일부를 잘라내어 새로운 형태를 만드는 방법이다.
- 앞을 남기는 경우: advertisement → ad, examination → exam, gymnastics → gym
- 중간을 남기는 경우: influenza → flu, refrigerator → fridge
- 중간이 사라지는 경우: fantasy → fancy, mathematics → maths
- 뒤를 남기는 경우: cockroach → roach, robot → bot, telephone → phone

### 역형성
역형성(逆形成, back-formation)은 기존 단어를 합성어나 파생어로 오인하여 원래 형태를 복원하는 형식으로 새로운 단어를 만드는 방법이다. 절단과 달리 새로운 의미의 단어를 형성한다.
- 예: editor > edit (editor의 or를 인칭형 접사로 오인한 데서 비롯됨)

### 차용
차용(借用, borrowing)은 개념을 표현할 적당한 어휘가 없는 경우, 다른 언어에서 단어를 빌려오는 것을 말한다.
- 예: बुद्ध(Buddha) > 佛陀 > 부텨 > 부처, television > 텔레비전

#### 번역차용
번역차용(飜譯借用, calquing)은 다른 언어에서 단어를 빌려올 때, 그 단어 개개의 구성 요소를 번역해서 들여오는 것을 말한다.
- 예: marché aux puces(프랑스어: 벼룩의 시장) > fleamarket(벼룩시장) > 벼룩시장

### 창조적 조어법
창조적 조어법(創造的造語法, ex nihilo root creation)은 완전히 새로운 단어를 생성하는 것을 말한다.
- 예: 꽁기꽁기[7], googol, veenma(에스토니아어: 설득하다)

## 어형성의 기제
어형성의 주요한 기제로는 규칙과 유추가 있다.

### 규칙
규칙(規則, rule)은 단어나 형태소 사이의 통합 관계(syntagmatic relation)에 내재된 질서이다. 형태론은 전통적으로 단어의 형성을 규칙으로 설명하였다. 과거에는 단어가 사용될 때마다 단어를 형성하는 규칙이 작동한다고도 여겼으나, 현재는 그러한 규칙이 화자가 어휘부에 새로운 단어를 등재할 때에만 작동한다고 보는 견해가 다수이다. 그러나 규칙 자체는 화자의 머릿속에서 사라지지 않고 그대로 남아 있다.
촘스키의 저작 《변형생성문법의 이론》(1957)의 영향을 받아, 미국의 언어학자 로버트 리스(Robert Lees)는 기저의 통사 구조에 변형 규칙을 적용하여 합성 명사가 도출된다는 이론을 제시하였다. 그러나 리스의 견해는 변형 규칙이 지나치게 강력하고, 합성성의 원리에 어긋나는 합성어의 형성을 설명할 방법이 없다는 한계를 지녔다. 이후 촘스키는 〈명사화에 관한 견해〉(Remarks on Nominalization, 1970)에서 리스의 견해를 폐기하고, 동사 파생 명사가 어휘부 안에서 형태 규칙의 적용을 받아 도출된다고 가정하였다. 이어 모리스 할레가 촘스키의 1970년 가설을 최초로 구체화한 〈조어론 입문〉(Prolegomena to a Theory of Word-Formation, 1973)에서, 형태소 목록에 저장된 형태소가 단어 형성 규칙에 의하여 적당히 배열되어 단어로 형성되고, 여과 장치를 통과할 때 걸러지지 않은 굴절형이 머릿속 단어 사전에 저장된다고 기술하였다.

### 유추
유추(類推, analogy)는 이미 존재하는 단어들을 보고 단어의 구조나 형성 원리에 관한 틀을 떠올리는 사고 과정이다. 유추를 지지하는 입장에서는 유추를 통하여 만들어진 단어는 어휘부에 저장되며, 유추적 틀 자체는 단어가 만들어지는 순간에만 작동하고 곧바로 사라진다고 본다. 노사모 이후 ‘○사모’라는 형태와 ‘○를 사랑하는 사람들의 모임’이라는 의미가 같은 단어들이 만들어졌듯 의미와 형태를 유사하게 공유하는 단어들은 유추를 통하여 만들어졌다고 보는 것이 자연스럽다. ‘총알’을 ‘총알처럼 빠르다’에 비유한 일군의 단어들(총알택시, 총알배송, 총알대리 등)처럼 비유의 기제가 동일한 일련의 단어들도 유추의 과정으로 설명된다. 그러나 유추가 일어나기 전의 최초의 단어(가령 노사모)는 유추로 형성되었다고 하기 어렵다.

## 같이 보기
- 신조어(neologism)

## 참고 문헌
- 김해연 (2007). “영어와 콩글리시에서의 줄임말의 형성과 언어적 동기”. 《영어학》 (한국영어학회) 7 (1): 73-101. doi:10.15738/kjell.7.1.200703.73.
- 신승용 (2018). 《기저형과 어휘부》. 서울: 한국문화사. ISBN 9788968176517.
- 황화상 (2018). 《현대국어 형태론》 개정2판. 서울: 지식과교양. ISBN 9788967641337.